# Amblydoras
Amblydoras — рід прісноводних риб з родини Бронякові ряду сомоподібних. Має 5 видів.

## Опис
Загальна довжина представників цього роду коливається від 7,5 до 15 см. Голова широка і сплощена з сильно окостенілим черепом. Очі помірно великі. На морді є 3 пари вусиків. Тулуб кремезний. Перед спинним плавцем є добре розвинена кістяна пластина. Спинний плавець має 4—6 променів з шипом на першому. Уздовж бічної лінії є добре розвинені кісткові грудки, які утворюються колючими щитками. Грудні плавці дуже широкі, з сильними шипами. Жировий плавець невеликий. Хвіст витягнутий, розрізаний.
Забарвлення світло- або темно-коричневе з контрастними поперечними смугами або плямами.

## Спосіб життя
Зустрічаються в заболочених місцях. Під час повені запливають в річки. Мешкають групами. Активні вночі. Вдень ховаються серед водоростей, рослин, каміння. Живляться дрібними водними безхребетними.

## Розповсюдження
Поширені в басейні річок Амазонка, Ориноко, Гуапоре, Бранко і Ессекібо.

## Види
- Amblydoras affinis
- Amblydoras bolivarensis
- Amblydoras gonzalezi
- Amblydoras monitor
- Amblydoras nauticus
- Amblydoras nheco

## Тримання в акваріумі
Підходять ємності від 100 літрів. На дно насипають дрібний пісок темних тонів. Із декорацій підійдуть невеликі корчі. Рослинами засаджують 40 % площі акваріума. Не завадять і плаваючі на поверхні рослини. Їх листя будуть відкидати на дно тінь. На дно також можна покласти опале листя дерев і тонкі гілки (не багато). Утримують групою від 5 особин. Можуть жити з будь-якими неагресивними рибами — апістограми, коридорасами, тетрами. У неволі їдять будь-який корм для акваріумних риб. Схильні до переїдання. З технічних засобів знадобиться внутрішній фільтр малої потужності для створення слабкої течії, компресор. Температура тримання повинна становити 22-26 °C.